# Liste des communes de l'Essonne
Pour les autres listes de communes françaises, voir Listes des communes de France.
| - L'Essonne en France métropolitaine. - Carte des communes de l'Essonne. |

Cette page liste les 194 communes du département français de l'Essonne au 1er janvier 2025.

## Historique
L'Essonne est un département créé par la loi du 10 juillet 1964 par démembrement de l'ancien département de Seine-et-Oise.

## Liste des communes
Le tableau suivant donne la liste des communes au 1er janvier 2025, en précisant leur code Insee, leur code postal principal, leur arrondissement, leur canton, leur intercommunalité, leur superficie, leur population et leur densité, d'après les chiffres de l'Insee issus du recensement 2022,.
| Nom                             | Code Insee | Code postal | Arrondissement | Canton                    | Intercommunalité                | Superficie (km2) | Population (dernière pop. légale) | Densité (hab./km2) | Modifier                                    |
| ------------------------------- | ---------- | ----------- | -------------- | ------------------------- | ------------------------------- | ---------------- | --------------------------------- | ------------------ | ------------------------------------------- |
| Évry-Courcouronnes (préfecture) | 91228      | 91000 91080 | Évry           | Évry                      | CA Grand Paris Sud              | 12,70            | 66 700 (2022)                     | 5 252              | modifier les données · modifier les données |
| Abbéville-la-Rivière            | 91001      | 91150       | Étampes        | Étampes                   | CA de l'Étampois Sud-Essonne    | 15,02            | 331 (2022)                        | 22                 | modifier les données · modifier les données |
| Angerville                      | 91016      | 91670       | Étampes        | Étampes                   | CA de l'Étampois Sud-Essonne    | 25,83            | 4 416 (2022)                      | 171                | modifier les données · modifier les données |
| Angervilliers                   | 91017      | 91470       | Palaiseau      | Dourdan                   | CC du Pays de Limours           | 9,01             | 1 720 (2022)                      | 191                | modifier les données · modifier les données |
| Arpajon                         | 91021      | 91290       | Palaiseau      | Arpajon                   | CA Cœur d'Essonne Agglomération | 2,40             | 11 503 (2022)                     | 4 793              | modifier les données · modifier les données |
| Arrancourt                      | 91022      | 91690       | Étampes        | Étampes                   | CA de l'Étampois Sud-Essonne    | 7,40             | 119 (2022)                        | 16                 | modifier les données · modifier les données |
| Athis-Mons                      | 91027      | 91200       | Palaiseau      | Athis-Mons                | Métropole du Grand Paris        | 8,56             | 36 451 (2022)                     | 4 258              | modifier les données · modifier les données |
| Authon-la-Plaine                | 91035      | 91410       | Étampes        | Étampes                   | CA de l'Étampois Sud-Essonne    | 10,59            | 371 (2022)                        | 35                 | modifier les données · modifier les données |
| Auvernaux                       | 91037      | 91830       | Évry           | Mennecy                   | CC du Val d'Essonne             | 6,50             | 330 (2022)                        | 51                 | modifier les données · modifier les données |
| Auvers-Saint-Georges            | 91038      | 91580       | Étampes        | Étampes                   | CC Entre Juine et Renarde       | 12,99            | 1 250 (2022)                      | 96                 | modifier les données · modifier les données |
| Avrainville                     | 91041      | 91630       | Palaiseau      | Arpajon                   | CA Cœur d'Essonne Agglomération | 9,14             | 1 045 (2022)                      | 114                | modifier les données · modifier les données |
| Ballainvilliers                 | 91044      | 91160       | Palaiseau      | Longjumeau                | CA Paris-Saclay                 | 4,01             | 4 838 (2022)                      | 1 206              | modifier les données · modifier les données |
| Ballancourt-sur-Essonne         | 91045      | 91610       | Évry           | Mennecy                   | CC du Val d'Essonne             | 11,30            | 7 795 (2022)                      | 690                | modifier les données · modifier les données |
| Baulne                          | 91047      | 91590       | Étampes        | Mennecy                   | CC du Val d'Essonne             | 8,17             | 1 468 (2022)                      | 180                | modifier les données · modifier les données |
| Bièvres                         | 91064      | 91570       | Palaiseau      | Gif-sur-Yvette            | CA Versailles Grand Parc        | 9,69             | 4 700 (2022)                      | 485                | modifier les données · modifier les données |
| Blandy                          | 91067      | 91150       | Étampes        | Étampes                   | CA de l'Étampois Sud-Essonne    | 7,91             | 115 (2022)                        | 15                 | modifier les données · modifier les données |
| Boigneville                     | 91069      | 91720       | Évry           | Mennecy                   | CC des 2 Vallées                | 15,80            | 376 (2022)                        | 24                 | modifier les données · modifier les données |
| Bois-Herpin                     | 91075      | 91150       | Étampes        | Étampes                   | CA de l'Étampois Sud-Essonne    | 3,89             | 83 (2022)                         | 21                 | modifier les données · modifier les données |
| Boissy-la-Rivière               | 91079      | 91690       | Étampes        | Étampes                   | CA de l'Étampois Sud-Essonne    | 12,47            | 533 (2022)                        | 43                 | modifier les données · modifier les données |
| Boissy-le-Cutté                 | 91080      | 91590       | Étampes        | Étampes                   | CC Entre Juine et Renarde       | 4,58             | 1 343 (2022)                      | 293                | modifier les données · modifier les données |
| Boissy-le-Sec                   | 91081      | 91870       | Étampes        | Étampes                   | CA de l'Étampois Sud-Essonne    | 19,06            | 693 (2022)                        | 36                 | modifier les données · modifier les données |
| Boissy-sous-Saint-Yon           | 91085      | 91790       | Étampes        | Arpajon                   | CC Entre Juine et Renarde       | 8,04             | 3 855 (2022)                      | 479                | modifier les données · modifier les données |
| Bondoufle                       | 91086      | 91070       | Évry           | Ris-Orangis               | CA Grand Paris Sud              | 6,76             | 10 833 (2022)                     | 1 603              | modifier les données · modifier les données |
| Boullay-les-Troux               | 91093      | 91470       | Palaiseau      | Gif-sur-Yvette            | CC du Pays de Limours           | 4,80             | 632 (2022)                        | 132                | modifier les données · modifier les données |
| Bouray-sur-Juine                | 91095      | 91850       | Étampes        | Arpajon                   | CC Entre Juine et Renarde       | 7,23             | 2 077 (2022)                      | 287                | modifier les données · modifier les données |
| Boussy-Saint-Antoine            | 91097      | 91800       | Évry           | Épinay-sous-Sénart        | CA Val d'Yerres Val de Seine    | 2,90             | 7 986 (2022)                      | 2 754              | modifier les données · modifier les données |
| Boutervilliers                  | 91098      | 91150       | Étampes        | Étampes                   | CA de l'Étampois Sud-Essonne    | 7,01             | 429 (2022)                        | 61                 | modifier les données · modifier les données |
| Boutigny-sur-Essonne            | 91099      | 91820       | Étampes        | Mennecy                   | CC des 2 Vallées                | 16,20            | 3 048 (2022)                      | 188                | modifier les données · modifier les données |
| Bouville                        | 91100      | 91880       | Étampes        | Étampes                   | CA de l'Étampois Sud-Essonne    | 20,53            | 658 (2022)                        | 32                 | modifier les données · modifier les données |
| Brétigny-sur-Orge               | 91103      | 91220       | Palaiseau      | Brétigny-sur-Orge         | CA Cœur d'Essonne Agglomération | 14,56            | 26 658 (2022)                     | 1 831              | modifier les données · modifier les données |
| Breuillet                       | 91105      | 91650       | Palaiseau      | Dourdan                   | CA Cœur d'Essonne Agglomération | 6,69             | 9 023 (2022)                      | 1 349              | modifier les données · modifier les données |
| Breux-Jouy                      | 91106      | 91650       | Étampes        | Dourdan                   | CC Le Dourdannais en Hurepoix   | 4,68             | 1 283 (2022)                      | 274                | modifier les données · modifier les données |
| Brières-les-Scellés             | 91109      | 91150       | Étampes        | Étampes                   | CA de l'Étampois Sud-Essonne    | 8,65             | 1 218 (2022)                      | 141                | modifier les données · modifier les données |
| Briis-sous-Forges               | 91111      | 91640       | Palaiseau      | Dourdan                   | CC du Pays de Limours           | 10,86            | 3 375 (2022)                      | 311                | modifier les données · modifier les données |
| Brouy                           | 91112      | 91150       | Étampes        | Étampes                   | CA de l'Étampois Sud-Essonne    | 8,39             | 129 (2022)                        | 15                 | modifier les données · modifier les données |
| Brunoy                          | 91114      | 91800       | Évry           | Épinay-sous-Sénart Yerres | CA Val d'Yerres Val de Seine    | 6,62             | 25 792 (2022)                     | 3 896              | modifier les données · modifier les données |
| Bruyères-le-Châtel              | 91115      | 91680       | Palaiseau      | Arpajon                   | CA Cœur d'Essonne Agglomération | 12,90            | 3 738 (2022)                      | 290                | modifier les données · modifier les données |
| Buno-Bonnevaux                  | 91121      | 91720       | Évry           | Mennecy                   | CC des 2 Vallées                | 15,99            | 523 (2022)                        | 33                 | modifier les données · modifier les données |
| Bures-sur-Yvette                | 91122      | 91440       | Palaiseau      | Gif-sur-Yvette            | CA Paris-Saclay                 | 4,17             | 9 481 (2022)                      | 2 274              | modifier les données · modifier les données |
| Cerny                           | 91129      | 91590       | Étampes        | Étampes                   | CC du Val d'Essonne             | 17,13            | 3 425 (2022)                      | 200                | modifier les données · modifier les données |
| Chalo-Saint-Mars                | 91130      | 91780       | Étampes        | Étampes                   | CA de l'Étampois Sud-Essonne    | 28,67            | 1 042 (2022)                      | 36                 | modifier les données · modifier les données |
| Chalou-Moulineux                | 91131      | 91740       | Étampes        | Étampes                   | CA de l'Étampois Sud-Essonne    | 10,47            | 380 (2022)                        | 36                 | modifier les données · modifier les données |
| Chamarande                      | 91132      | 91730       | Étampes        | Dourdan                   | CC Entre Juine et Renarde       | 5,74             | 1 104 (2022)                      | 192                | modifier les données · modifier les données |
| Champcueil                      | 91135      | 91750       | Évry           | Mennecy                   | CC du Val d'Essonne             | 16,35            | 2 873 (2022)                      | 176                | modifier les données · modifier les données |
| Champlan                        | 91136      | 91160       | Palaiseau      | Longjumeau                | CA Paris-Saclay                 | 3,68             | 2 606 (2022)                      | 708                | modifier les données · modifier les données |
| Champmotteux                    | 91137      | 91150       | Étampes        | Étampes                   | CA de l'Étampois Sud-Essonne    | 7,57             | 360 (2022)                        | 48                 | modifier les données · modifier les données |
| Chatignonville                  | 91145      | 91410       | Étampes        | Étampes                   | CA de l'Étampois Sud-Essonne    | 5,13             | 71 (2022)                         | 14                 | modifier les données · modifier les données |
| Chauffour-lès-Étréchy           | 91148      | 91580       | Étampes        | Dourdan                   | CC Entre Juine et Renarde       | 4,80             | 135 (2022)                        | 28                 | modifier les données · modifier les données |
| Cheptainville                   | 91156      | 91630       | Palaiseau      | Arpajon                   | CA Cœur d'Essonne Agglomération | 7,15             | 2 212 (2022)                      | 309                | modifier les données · modifier les données |
| Chevannes                       | 91159      | 91750       | Évry           | Mennecy                   | CC du Val d'Essonne             | 10,23            | 1 550 (2022)                      | 152                | modifier les données · modifier les données |
| Chilly-Mazarin                  | 91161      | 91380       | Palaiseau      | Massy                     | CA Paris-Saclay                 | 5,57             | 19 981 (2022)                     | 3 587              | modifier les données · modifier les données |
| Congerville-Thionville          | 91613      | 91740       | Étampes        | Étampes                   | CA de l'Étampois Sud-Essonne    | 8,47             | 212 (2022)                        | 25                 | modifier les données · modifier les données |
| Corbeil-Essonnes                | 91174      | 91100       | Évry           | Corbeil-Essonnes          | CA Grand Paris Sud              | 11,01            | 53 712 (2022)                     | 4 878              | modifier les données · modifier les données |
| Corbreuse                       | 91175      | 91410       | Étampes        | Dourdan                   | CC Le Dourdannais en Hurepoix   | 15,79            | 1 675 (2022)                      | 106                | modifier les données · modifier les données |
| Le Coudray-Montceaux            | 91179      | 91830       | Évry           | Mennecy                   | CA Grand Paris Sud              | 11,44            | 4 738 (2022)                      | 414                | modifier les données · modifier les données |
| Courances                       | 91180      | 91490       | Évry           | Mennecy                   | CC des 2 Vallées                | 8,31             | 336 (2022)                        | 40                 | modifier les données · modifier les données |
| Courdimanche-sur-Essonne        | 91184      | 91720       | Évry           | Mennecy                   | CC des 2 Vallées                | 5,62             | 279 (2022)                        | 50                 | modifier les données · modifier les données |
| Courson-Monteloup               | 91186      | 91680       | Palaiseau      | Dourdan                   | CC du Pays de Limours           | 3,74             | 570 (2022)                        | 152                | modifier les données · modifier les données |
| Crosne                          | 91191      | 91560       | Évry           | Vigneux-sur-Seine         | CA Val d'Yerres Val de Seine    | 2,48             | 9 606 (2022)                      | 3 873              | modifier les données · modifier les données |
| D'Huison-Longueville            | 91198      | 91590       | Étampes        | Étampes                   | CC du Val d'Essonne             | 10,04            | 1 532 (2022)                      | 153                | modifier les données · modifier les données |
| Dannemois                       | 91195      | 91490       | Évry           | Mennecy                   | CC des 2 Vallées                | 8,43             | 854 (2022)                        | 101                | modifier les données · modifier les données |
| Dourdan                         | 91200      | 91410       | Étampes        | Dourdan                   | CC Le Dourdannais en Hurepoix   | 30,64            | 11 068 (2022)                     | 361                | modifier les données · modifier les données |
| Draveil                         | 91201      | 91210       | Évry           | Draveil                   | CA Val d'Yerres Val de Seine    | 15,75            | 29 824 (2022)                     | 1 894              | modifier les données · modifier les données |
| Écharcon                        | 91204      | 91540       | Évry           | Corbeil-Essonnes          | CC du Val d'Essonne             | 6,81             | 720 (2022)                        | 106                | modifier les données · modifier les données |
| Égly                            | 91207      | 91520       | Palaiseau      | Arpajon                   | CA Cœur d'Essonne Agglomération | 3,95             | 7 078 (2022)                      | 1 792              | modifier les données · modifier les données |
| Épinay-sous-Sénart              | 91215      | 91860       | Évry           | Épinay-sous-Sénart        | CA Val d'Yerres Val de Seine    | 3,58             | 11 783 (2022)                     | 3 291              | modifier les données · modifier les données |
| Épinay-sur-Orge                 | 91216      | 91360       | Palaiseau      | Longjumeau                | CA Paris-Saclay                 | 4,44             | 10 626 (2022)                     | 2 393              | modifier les données · modifier les données |
| Étampes                         | 91223      | 91150       | Étampes        | Étampes                   | CA de l'Étampois Sud-Essonne    | 40,92            | 26 601 (2022)                     | 650                | modifier les données · modifier les données |
| Étiolles                        | 91225      | 91450       | Évry           | Draveil                   | CA Grand Paris Sud              | 11,65            | 3 100 (2022)                      | 266                | modifier les données · modifier les données |
| Étréchy                         | 91226      | 91580       | Étampes        | Dourdan                   | CC Entre Juine et Renarde       | 14,06            | 6 926 (2022)                      | 493                | modifier les données · modifier les données |
| La Ferté-Alais                  | 91232      | 91590       | Étampes        | Mennecy                   | CC du Val d'Essonne             | 4,55             | 3 663 (2022)                      | 805                | modifier les données · modifier les données |
| Fleury-Mérogis                  | 91235      | 91700       | Évry           | Ris-Orangis               | CA Cœur d'Essonne Agglomération | 6,51             | 13 816 (2022)                     | 2 122              | modifier les données · modifier les données |
| Fontaine-la-Rivière             | 91240      | 91690       | Étampes        | Étampes                   | CA de l'Étampois Sud-Essonne    | 3,69             | 182 (2022)                        | 49                 | modifier les données · modifier les données |
| Fontenay-le-Vicomte             | 91244      | 91540       | Évry           | Mennecy                   | CC du Val d'Essonne             | 6,83             | 1 563 (2022)                      | 229                | modifier les données · modifier les données |
| Fontenay-lès-Briis              | 91243      | 91640       | Palaiseau      | Dourdan                   | CC du Pays de Limours           | 9,72             | 2 322 (2022)                      | 239                | modifier les données · modifier les données |
| La Forêt-le-Roi                 | 91247      | 91410       | Étampes        | Dourdan                   | CC Le Dourdannais en Hurepoix   | 7,94             | 493 (2022)                        | 62                 | modifier les données · modifier les données |
| La Forêt-Sainte-Croix           | 91248      | 91150       | Étampes        | Étampes                   | CA de l'Étampois Sud-Essonne    | 5,36             | 153 (2022)                        | 29                 | modifier les données · modifier les données |
| Forges-les-Bains                | 91249      | 91470       | Palaiseau      | Dourdan                   | CC du Pays de Limours           | 14,58            | 4 138 (2022)                      | 284                | modifier les données · modifier les données |
| Gif-sur-Yvette                  | 91272      | 91190       | Palaiseau      | Gif-sur-Yvette            | CA Paris-Saclay                 | 11,60            | 22 578 (2022)                     | 1 946              | modifier les données · modifier les données |
| Gironville-sur-Essonne          | 91273      | 91720       | Évry           | Mennecy                   | CC des 2 Vallées                | 13,21            | 762 (2022)                        | 58                 | modifier les données · modifier les données |
| Gometz-la-Ville                 | 91274      | 91400       | Palaiseau      | Gif-sur-Yvette            | CC du Pays de Limours           | 9,86             | 1 512 (2022)                      | 153                | modifier les données · modifier les données |
| Gometz-le-Châtel                | 91275      | 91940       | Palaiseau      | Les Ulis                  | CA Paris-Saclay                 | 5,05             | 2 635 (2022)                      | 522                | modifier les données · modifier les données |
| Les Granges-le-Roi              | 91284      | 91410       | Étampes        | Dourdan                   | CC Le Dourdannais en Hurepoix   | 12,68            | 1 187 (2022)                      | 94                 | modifier les données · modifier les données |
| Grigny                          | 91286      | 91350       | Évry           | Viry-Châtillon            | CA Grand Paris Sud              | 4,87             | 26 500 (2022)                     | 5 441              | modifier les données · modifier les données |
| Guibeville                      | 91292      | 91630       | Palaiseau      | Arpajon                   | CA Cœur d'Essonne Agglomération | 2,61             | 929 (2022)                        | 356                | modifier les données · modifier les données |
| Guigneville-sur-Essonne         | 91293      | 91590       | Étampes        | Mennecy                   | CC du Val d'Essonne             | 9,19             | 876 (2022)                        | 95                 | modifier les données · modifier les données |
| Guillerval                      | 91294      | 91690       | Étampes        | Étampes                   | CA de l'Étampois Sud-Essonne    | 17,30            | 812 (2022)                        | 47                 | modifier les données · modifier les données |
| Igny                            | 91312      | 91430       | Palaiseau      | Palaiseau                 | CA Paris-Saclay                 | 3,82             | 10 571 (2022)                     | 2 767              | modifier les données · modifier les données |
| Itteville                       | 91315      | 91760       | Étampes        | Mennecy                   | CC du Val d'Essonne             | 12,20            | 6 674 (2022)                      | 547                | modifier les données · modifier les données |
| Janville-sur-Juine              | 91318      | 91510       | Étampes        | Arpajon                   | CC Entre Juine et Renarde       | 10,67            | 1 997 (2022)                      | 187                | modifier les données · modifier les données |
| Janvry                          | 91319      | 91640       | Palaiseau      | Dourdan                   | CC du Pays de Limours           | 8,24             | 649 (2022)                        | 79                 | modifier les données · modifier les données |
| Juvisy-sur-Orge                 | 91326      | 91260       | Palaiseau      | Athis-Mons                | Métropole du Grand Paris        | 2,24             | 18 978 (2022)                     | 8 472              | modifier les données · modifier les données |
| Lardy                           | 91330      | 91510       | Étampes        | Arpajon                   | CC Entre Juine et Renarde       | 7,63             | 5 572 (2022)                      | 730                | modifier les données · modifier les données |
| Leudeville                      | 91332      | 91630       | Palaiseau      | Brétigny-sur-Orge         | CC du Val d'Essonne             | 7,84             | 1 560 (2022)                      | 199                | modifier les données · modifier les données |
| Leuville-sur-Orge               | 91333      | 91310       | Palaiseau      | Arpajon                   | CA Cœur d'Essonne Agglomération | 2,49             | 4 307 (2022)                      | 1 730              | modifier les données · modifier les données |
| Limours                         | 91338      | 91470       | Palaiseau      | Dourdan                   | CC du Pays de Limours           | 14,25            | 6 408 (2022)                      | 450                | modifier les données · modifier les données |
| Linas                           | 91339      | 91310       | Palaiseau      | Longjumeau                | CA Paris-Saclay                 | 7,51             | 7 310 (2022)                      | 973                | modifier les données · modifier les données |
| Lisses                          | 91340      | 91090       | Évry           | Corbeil-Essonnes          | CA Grand Paris Sud              | 10,40            | 7 295 (2022)                      | 701                | modifier les données · modifier les données |
| Longjumeau                      | 91345      | 91160       | Palaiseau      | Longjumeau                | CA Paris-Saclay                 | 4,84             | 20 470 (2022)                     | 4 229              | modifier les données · modifier les données |
| Longpont-sur-Orge               | 91347      | 91310       | Palaiseau      | Brétigny-sur-Orge         | CA Cœur d'Essonne Agglomération | 5,05             | 6 456 (2022)                      | 1 278              | modifier les données · modifier les données |
| Maisse                          | 91359      | 91720       | Évry           | Mennecy                   | CC des 2 Vallées                | 21,58            | 2 804 (2022)                      | 130                | modifier les données · modifier les données |
| Marcoussis                      | 91363      | 91460       | Palaiseau      | Les Ulis                  | CA Paris-Saclay                 | 16,80            | 8 597 (2022)                      | 512                | modifier les données · modifier les données |
| Marolles-en-Beauce              | 91374      | 91150       | Étampes        | Étampes                   | CA de l'Étampois Sud-Essonne    | 6,00             | 238 (2022)                        | 40                 | modifier les données · modifier les données |
| Marolles-en-Hurepoix            | 91376      | 91630       | Palaiseau      | Brétigny-sur-Orge         | CA Cœur d'Essonne Agglomération | 6,47             | 5 688 (2022)                      | 879                | modifier les données · modifier les données |
| Massy                           | 91377      | 91300       | Palaiseau      | Massy                     | CA Paris-Saclay                 | 9,43             | 50 597 (2022)                     | 5 366              | modifier les données · modifier les données |
| Mauchamps                       | 91378      | 91730       | Étampes        | Dourdan                   | CC Entre Juine et Renarde       | 3,16             | 379 (2022)                        | 120                | modifier les données · modifier les données |
| Mennecy                         | 91386      | 91540       | Évry           | Mennecy                   | CC du Val d'Essonne             | 11,09            | 16 071 (2022)                     | 1 449              | modifier les données · modifier les données |
| Le Mérévillois                  | 91390      | 91660       | Étampes        | Étampes                   | CA de l'Étampois Sud-Essonne    | 32,97            | 3 420 (2022)                      | 104                | modifier les données · modifier les données |
| Mérobert                        | 91393      | 91780       | Étampes        | Étampes                   | CA de l'Étampois Sud-Essonne    | 10,71            | 635 (2022)                        | 59                 | modifier les données · modifier les données |
| Mespuits                        | 91399      | 91150       | Étampes        | Étampes                   | CA de l'Étampois Sud-Essonne    | 9,95             | 188 (2022)                        | 19                 | modifier les données · modifier les données |
| Milly-la-Forêt                  | 91405      | 91490       | Évry           | Mennecy                   | CC des 2 Vallées                | 33,80            | 4 582 (2022)                      | 136                | modifier les données · modifier les données |
| Moigny-sur-École                | 91408      | 91490       | Évry           | Mennecy                   | CC des 2 Vallées                | 12,23            | 1 311 (2022)                      | 107                | modifier les données · modifier les données |
| Les Molières                    | 91411      | 91470       | Palaiseau      | Gif-sur-Yvette            | CC du Pays de Limours           | 7,02             | 1 935 (2022)                      | 276                | modifier les données · modifier les données |
| Mondeville                      | 91412      | 91590       | Étampes        | Mennecy                   | CC des 2 Vallées                | 6,70             | 724 (2022)                        | 108                | modifier les données · modifier les données |
| Monnerville                     | 91414      | 91930       | Étampes        | Étampes                   | CA de l'Étampois Sud-Essonne    | 8,31             | 377 (2022)                        | 45                 | modifier les données · modifier les données |
| Montgeron                       | 91421      | 91230       | Évry           | Draveil Vigneux-sur-Seine | CA Val d'Yerres Val de Seine    | 11,22            | 23 890 (2022)                     | 2 129              | modifier les données · modifier les données |
| Montlhéry                       | 91425      | 91310       | Palaiseau      | Longjumeau                | CA Paris-Saclay                 | 3,28             | 9 238 (2022)                      | 2 816              | modifier les données · modifier les données |
| Morangis                        | 91432      | 91420       | Palaiseau      | Savigny-sur-Orge          | Métropole du Grand Paris        | 4,80             | 13 773 (2022)                     | 2 869              | modifier les données · modifier les données |
| Morigny-Champigny               | 91433      | 91150       | Étampes        | Étampes                   | CA de l'Étampois Sud-Essonne    | 30,85            | 4 435 (2022)                      | 144                | modifier les données · modifier les données |
| Morsang-sur-Orge                | 91434      | 91390       | Évry           | Sainte-Geneviève-des-Bois | CA Cœur d'Essonne Agglomération | 4,39             | 21 161 (2022)                     | 4 820              | modifier les données · modifier les données |
| Morsang-sur-Seine               | 91435      | 91250       | Évry           | Épinay-sous-Sénart        | CA Grand Paris Sud              | 4,39             | 584 (2022)                        | 133                | modifier les données · modifier les données |
| Nainville-les-Roches            | 91441      | 91750       | Évry           | Mennecy                   | CC du Val d'Essonne             | 5,93             | 521 (2022)                        | 88                 | modifier les données · modifier les données |
| La Norville                     | 91457      | 91290       | Palaiseau      | Arpajon                   | CA Cœur d'Essonne Agglomération | 4,52             | 4 308 (2022)                      | 953                | modifier les données · modifier les données |
| Nozay                           | 91458      | 91620       | Palaiseau      | Les Ulis                  | CA Paris-Saclay                 | 7,34             | 4 465 (2022)                      | 608                | modifier les données · modifier les données |
| Ollainville                     | 91461      | 91340       | Palaiseau      | Arpajon                   | CA Cœur d'Essonne Agglomération | 11,33            | 5 361 (2022)                      | 473                | modifier les données · modifier les données |
| Oncy-sur-École                  | 91463      | 91490       | Évry           | Mennecy                   | CC des 2 Vallées                | 5,37             | 1 037 (2022)                      | 193                | modifier les données · modifier les données |
| Ormoy                           | 91468      | 91540       | Évry           | Mennecy                   | CC du Val d'Essonne             | 1,88             | 2 896 (2022)                      | 1 540              | modifier les données · modifier les données |
| Ormoy-la-Rivière                | 91469      | 91150       | Étampes        | Étampes                   | CA de l'Étampois Sud-Essonne    | 10,29            | 950 (2022)                        | 92                 | modifier les données · modifier les données |
| Orsay                           | 91471      | 91400       | Palaiseau      | Palaiseau                 | CA Paris-Saclay                 | 7,97             | 16 655 (2022)                     | 2 090              | modifier les données · modifier les données |
| Orveau                          | 91473      | 91590       | Étampes        | Étampes                   | CC du Val d'Essonne             | 4,30             | 145 (2022)                        | 34                 | modifier les données · modifier les données |
| Palaiseau                       | 91477      | 91120       | Palaiseau      | Palaiseau                 | CA Paris-Saclay                 | 11,51            | 36 067 (2022)                     | 3 134              | modifier les données · modifier les données |
| Paray-Vieille-Poste             | 91479      | 91550 94390 | Palaiseau      | Athis-Mons                | Métropole du Grand Paris        | 6,14             | 7 956 (2022)                      | 1 296              | modifier les données · modifier les données |
| Pecqueuse                       | 91482      | 91470       | Palaiseau      | Gif-sur-Yvette            | CC du Pays de Limours           | 7,40             | 567 (2022)                        | 77                 | modifier les données · modifier les données |
| Le Plessis-Pâté                 | 91494      | 91220       | Palaiseau      | Ris-Orangis               | CA Cœur d'Essonne Agglomération | 7,58             | 4 107 (2022)                      | 542                | modifier les données · modifier les données |
| Plessis-Saint-Benoist           | 91495      | 91410       | Étampes        | Étampes                   | CA de l'Étampois Sud-Essonne    | 9,16             | 327 (2022)                        | 36                 | modifier les données · modifier les données |
| Prunay-sur-Essonne              | 91507      | 91720       | Évry           | Mennecy                   | CC des 2 Vallées                | 5,14             | 312 (2022)                        | 61                 | modifier les données · modifier les données |
| Puiselet-le-Marais              | 91508      | 91150       | Étampes        | Étampes                   | CA de l'Étampois Sud-Essonne    | 11,27            | 261 (2022)                        | 23                 | modifier les données · modifier les données |
| Pussay                          | 91511      | 91740       | Étampes        | Étampes                   | CA de l'Étampois Sud-Essonne    | 11,55            | 2 182 (2022)                      | 189                | modifier les données · modifier les données |
| Quincy-sous-Sénart              | 91514      | 91480       | Évry           | Épinay-sous-Sénart        | CA Val d'Yerres Val de Seine    | 5,20             | 9 491 (2022)                      | 1 825              | modifier les données · modifier les données |
| Richarville                     | 91519      | 91410       | Étampes        | Dourdan                   | CC Le Dourdannais en Hurepoix   | 10,35            | 388 (2022)                        | 37                 | modifier les données · modifier les données |
| Ris-Orangis                     | 91521      | 91130       | Évry           | Ris-Orangis               | CA Grand Paris Sud              | 8,71             | 30 283 (2022)                     | 3 477              | modifier les données · modifier les données |
| Roinville                       | 91525      | 91410       | Étampes        | Dourdan                   | CC Le Dourdannais en Hurepoix   | 13,40            | 1 314 (2022)                      | 98                 | modifier les données · modifier les données |
| Roinvilliers                    | 91526      | 91150       | Étampes        | Étampes                   | CA de l'Étampois Sud-Essonne    | 7,16             | 110 (2022)                        | 15                 | modifier les données · modifier les données |
| Saclas                          | 91533      | 91690       | Étampes        | Étampes                   | CA de l'Étampois Sud-Essonne    | 13,66            | 1 857 (2022)                      | 136                | modifier les données · modifier les données |
| Saclay                          | 91534      | 91400       | Palaiseau      | Gif-sur-Yvette            | CA Paris-Saclay                 | 13,65            | 4 380 (2022)                      | 321                | modifier les données · modifier les données |
| Saint-Aubin                     | 91538      | 91190       | Palaiseau      | Gif-sur-Yvette            | CA Paris-Saclay                 | 3,57             | 671 (2022)                        | 188                | modifier les données · modifier les données |
| Saint-Chéron                    | 91540      | 91530       | Étampes        | Dourdan                   | CC Le Dourdannais en Hurepoix   | 11,44            | 5 176 (2022)                      | 452                | modifier les données · modifier les données |
| Saint-Cyr-la-Rivière            | 91544      | 91690       | Étampes        | Étampes                   | CA de l'Étampois Sud-Essonne    | 8,81             | 472 (2022)                        | 54                 | modifier les données · modifier les données |
| Saint-Cyr-sous-Dourdan          | 91546      | 91410       | Étampes        | Dourdan                   | CC Le Dourdannais en Hurepoix   | 9,89             | 957 (2022)                        | 97                 | modifier les données · modifier les données |
| Saint-Escobille                 | 91547      | 91410       | Étampes        | Étampes                   | CA de l'Étampois Sud-Essonne    | 12,00            | 465 (2022)                        | 39                 | modifier les données · modifier les données |
| Saint-Germain-lès-Arpajon       | 91552      | 91180       | Palaiseau      | Arpajon                   | CA Cœur d'Essonne Agglomération | 6,31             | 11 577 (2022)                     | 1 835              | modifier les données · modifier les données |
| Saint-Germain-lès-Corbeil       | 91553      | 91250       | Évry           | Draveil                   | CA Grand Paris Sud              | 4,93             | 7 471 (2022)                      | 1 515              | modifier les données · modifier les données |
| Saint-Hilaire                   | 91556      | 91780       | Étampes        | Étampes                   | CA de l'Étampois Sud-Essonne    | 6,79             | 402 (2022)                        | 59                 | modifier les données · modifier les données |
| Saint-Jean-de-Beauregard        | 91560      | 91940       | Palaiseau      | Les Ulis                  | CC du Pays de Limours           | 3,97             | 471 (2022)                        | 119                | modifier les données · modifier les données |
| Saint-Maurice-Montcouronne      | 91568      | 91530       | Palaiseau      | Dourdan                   | CC du Pays de Limours           | 9,03             | 1 540 (2022)                      | 171                | modifier les données · modifier les données |
| Saint-Michel-sur-Orge           | 91570      | 91240       | Palaiseau      | Brétigny-sur-Orge         | CA Cœur d'Essonne Agglomération | 5,29             | 21 536 (2022)                     | 4 071              | modifier les données · modifier les données |
| Saint-Pierre-du-Perray          | 91573      | 91280       | Évry           | Épinay-sous-Sénart        | CA Grand Paris Sud              | 11,59            | 12 071 (2022)                     | 1 042              | modifier les données · modifier les données |
| Saint-Sulpice-de-Favières       | 91578      | 91910       | Étampes        | Dourdan                   | CC Entre Juine et Renarde       | 4,37             | 271 (2022)                        | 62                 | modifier les données · modifier les données |
| Saint-Vrain                     | 91579      | 91770       | Palaiseau      | Brétigny-sur-Orge         | CC du Val d'Essonne             | 11,57            | 3 046 (2022)                      | 263                | modifier les données · modifier les données |
| Saint-Yon                       | 91581      | 91650       | Étampes        | Arpajon                   | CC Entre Juine et Renarde       | 4,66             | 914 (2022)                        | 196                | modifier les données · modifier les données |
| Sainte-Geneviève-des-Bois       | 91549      | 91700       | Palaiseau      | Sainte-Geneviève-des-Bois | CA Cœur d'Essonne Agglomération | 9,27             | 35 714 (2022)                     | 3 853              | modifier les données · modifier les données |
| Saintry-sur-Seine               | 91577      | 91250       | Évry           | Épinay-sous-Sénart        | CA Grand Paris Sud              | 3,29             | 5 853 (2022)                      | 1 779              | modifier les données · modifier les données |
| Saulx-les-Chartreux             | 91587      | 91160       | Palaiseau      | Longjumeau                | CA Paris-Saclay                 | 7,65             | 6 611 (2022)                      | 864                | modifier les données · modifier les données |
| Savigny-sur-Orge                | 91589      | 91600       | Palaiseau      | Savigny-sur-Orge          | Métropole du Grand Paris        | 6,97             | 37 775 (2022)                     | 5 420              | modifier les données · modifier les données |
| Sermaise                        | 91593      | 91530       | Étampes        | Dourdan                   | CC Le Dourdannais en Hurepoix   | 13,60            | 1 606 (2022)                      | 118                | modifier les données · modifier les données |
| Soisy-sur-École                 | 91599      | 91840       | Évry           | Mennecy                   | CC des 2 Vallées                | 11,52            | 1 169 (2022)                      | 101                | modifier les données · modifier les données |
| Soisy-sur-Seine                 | 91600      | 91450       | Évry           | Draveil                   | CA Grand Paris Sud              | 8,56             | 7 370 (2022)                      | 861                | modifier les données · modifier les données |
| Souzy-la-Briche                 | 91602      | 91580       | Étampes        | Dourdan                   | CC Entre Juine et Renarde       | 7,33             | 484 (2022)                        | 66                 | modifier les données · modifier les données |
| Tigery                          | 91617      | 91250       | Évry           | Épinay-sous-Sénart        | CA Grand Paris Sud              | 8,64             | 4 359 (2022)                      | 505                | modifier les données · modifier les données |
| Torfou                          | 91619      | 91730       | Étampes        | Arpajon                   | CC Entre Juine et Renarde       | 3,50             | 277 (2022)                        | 79                 | modifier les données · modifier les données |
| Les Ulis                        | 91692      | 91940       | Palaiseau      | Les Ulis                  | CA Paris-Saclay                 | 5,18             | 25 633 (2022)                     | 4 948              | modifier les données · modifier les données |
| Le Val-Saint-Germain            | 91630      | 91530       | Étampes        | Dourdan                   | CC Le Dourdannais en Hurepoix   | 12,57            | 1 550 (2022)                      | 123                | modifier les données · modifier les données |
| Valpuiseaux                     | 91629      | 91720       | Étampes        | Étampes                   | CA de l'Étampois Sud-Essonne    | 18,70            | 621 (2022)                        | 33                 | modifier les données · modifier les données |
| Varennes-Jarcy                  | 91631      | 91480       | Évry           | Épinay-sous-Sénart        | CC de l'Orée de la Brie         | 5,48             | 2 381 (2022)                      | 434                | modifier les données · modifier les données |
| Vaugrigneuse                    | 91634      | 91640       | Palaiseau      | Dourdan                   | CC du Pays de Limours           | 6,06             | 1 451 (2022)                      | 239                | modifier les données · modifier les données |
| Vauhallan                       | 91635      | 91430       | Palaiseau      | Gif-sur-Yvette            | CA Paris-Saclay                 | 3,34             | 1 954 (2022)                      | 585                | modifier les données · modifier les données |
| Vayres-sur-Essonne              | 91639      | 91820       | Étampes        | Étampes                   | CC du Val d'Essonne             | 8,46             | 974 (2022)                        | 115                | modifier les données · modifier les données |
| Verrières-le-Buisson            | 91645      | 91370       | Palaiseau      | Gif-sur-Yvette            | CA Paris-Saclay                 | 9,91             | 14 772 (2022)                     | 1 491              | modifier les données · modifier les données |
| Vert-le-Grand                   | 91648      | 91810       | Évry           | Ris-Orangis               | CC du Val d'Essonne             | 15,93            | 2 348 (2022)                      | 147                | modifier les données · modifier les données |
| Vert-le-Petit                   | 91649      | 91710       | Évry           | Ris-Orangis               | CC du Val d'Essonne             | 6,83             | 2 716 (2022)                      | 398                | modifier les données · modifier les données |
| Videlles                        | 91654      | 91890       | Étampes        | Mennecy                   | CC des 2 Vallées                | 8,70             | 584 (2022)                        | 67                 | modifier les données · modifier les données |
| Vigneux-sur-Seine               | 91657      | 91270       | Évry           | Vigneux-sur-Seine         | CA Val d'Yerres Val de Seine    | 8,77             | 31 233 (2022)                     | 3 561              | modifier les données · modifier les données |
| Villabé                         | 91659      | 91100       | Évry           | Corbeil-Essonnes          | CA Grand Paris Sud              | 4,56             | 5 654 (2022)                      | 1 240              | modifier les données · modifier les données |
| La Ville-du-Bois                | 91665      | 91620       | Palaiseau      | Longjumeau                | CA Paris-Saclay                 | 3,62             | 8 140 (2022)                      | 2 249              | modifier les données · modifier les données |
| Villebon-sur-Yvette             | 91661      | 91140       | Palaiseau      | Les Ulis                  | CA Paris-Saclay                 | 7,41             | 10 353 (2022)                     | 1 397              | modifier les données · modifier les données |
| Villeconin                      | 91662      | 91580       | Étampes        | Dourdan                   | CC Entre Juine et Renarde       | 14,45            | 768 (2022)                        | 53                 | modifier les données · modifier les données |
| Villejust                       | 91666      | 91140       | Palaiseau      | Les Ulis                  | CA Paris-Saclay                 | 5,36             | 2 502 (2022)                      | 467                | modifier les données · modifier les données |
| Villemoisson-sur-Orge           | 91667      | 91360       | Palaiseau      | Sainte-Geneviève-des-Bois | CA Cœur d'Essonne Agglomération | 2,31             | 7 226 (2022)                      | 3 128              | modifier les données · modifier les données |
| Villeneuve-sur-Auvers           | 91671      | 91580       | Étampes        | Étampes                   | CC Entre Juine et Renarde       | 7,07             | 595 (2022)                        | 84                 | modifier les données · modifier les données |
| Villiers-le-Bâcle               | 91679      | 91190       | Palaiseau      | Gif-sur-Yvette            | CA Paris-Saclay                 | 6,03             | 1 040 (2022)                      | 172                | modifier les données · modifier les données |
| Villiers-sur-Orge               | 91685      | 91700       | Palaiseau      | Sainte-Geneviève-des-Bois | CA Cœur d'Essonne Agglomération | 1,78             | 4 576 (2022)                      | 2 571              | modifier les données · modifier les données |
| Viry-Châtillon                  | 91687      | 91170       | Évry           | Viry-Châtillon            | Métropole du Grand Paris        | 6,07             | 31 112 (2022)                     | 5 126              | modifier les données · modifier les données |
| Wissous                         | 91689      | 91320       | Palaiseau      | Savigny-sur-Orge          | CA Paris-Saclay                 | 9,11             | 6 924 (2022)                      | 760                | modifier les données · modifier les données |
| Yerres                          | 91691      | 91330       | Évry           | Yerres                    | CA Val d'Yerres Val de Seine    | 9,84             | 28 349 (2022)                     | 2 881              | modifier les données · modifier les données |
| Essonne                         | 91         |             |                |                           |                                 | 1 804,00         | 1 324 546 (2022)                  | 734                | modifier les données                        |